# مون‌پلیه (میسیسیپی)
مون‌پلیه (به انگلیسی: Montpelier) یک منطقهٔ مسکونی در ایالات متحده آمریکا است که در شهرستان کلی، میسیسیپی واقع شده‌است. مون‌پلیه ۸۸٫۰۹ متر بالاتر از سطح دریا واقع شده‌است.